# Placówka Straży Celnej „Wierzchocin”

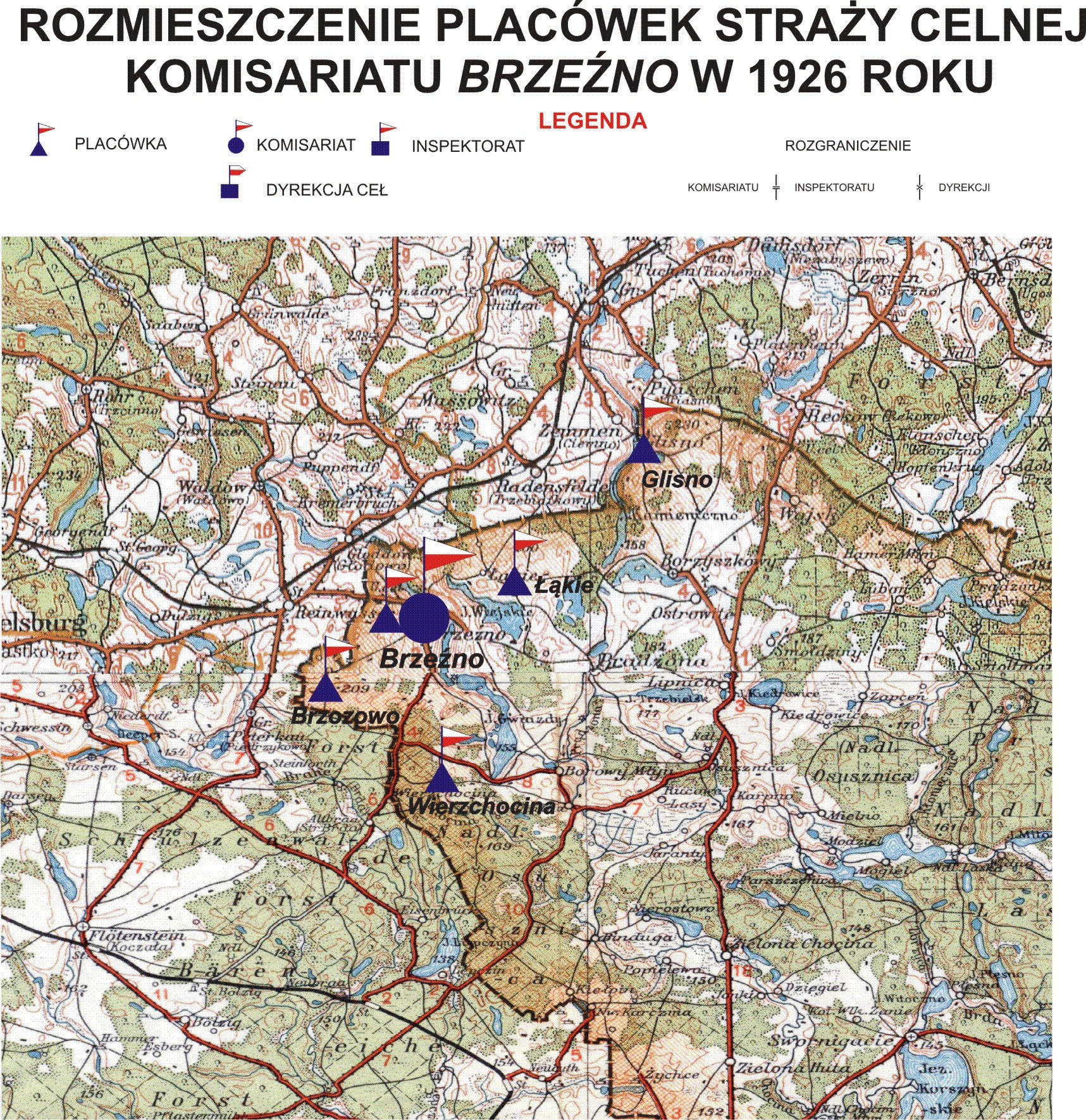
Komisariat Brzeźno

Placówka Straży Celnej „Wierzchocino” – jednostka organizacyjna Straży Celnej pełniąca w okresie międzywojennym służbę ochronną na granicy polsko-niemieckiej.

## Formowanie i zmiany organizacyjne
Na wniosek Ministerstwa Skarbu, uchwałą z 10 marca 1920 roku, powołano do życia Straż Celną. Jednostki Straży Celnej rozpoczęły przejmowanie odcinków granicy od pododdziałów Batalionów Celnych. W 1921 roku w Brzeźnie stacjonował sztab 1 kompanii 20 batalionu celnego. Kompania wystawiała między innymi placówkę w Wierzchocinie. Proces tworzenia Straży Celnej trwał do końca 1922 roku. Placówka Straży Celnej „Wierzchocino” weszła w podporządkowanie komisariatu Straży Celnej „Brzeźno” z Inspektoratu SC „Chojnice”.
W drugiej połowie 1927 roku przystąpiono do gruntownej reorganizacji Straży Celnej. W praktyce skutkowało to rozwiązaniem tej formacji granicznej. Ochronę północnej, zachodniej i południowej granicy państwa przejęła powołana z dniem 2 kwietnia 1928 roku Straż Graniczna.
Rozkazem nr 2 z 19 kwietnia 1928 roku w sprawie organizacji Pomorskiego Inspektoratu Okręgowego dowódca Straży Granicznej gen. bryg. Stefan Pasławski określił strukturę organizacyjną komisariatu SG „Prądzona”. Placówka Straży Granicznej I linii „Wierzchocina” znalazła się w jego strukturze.

## Funkcjonariusze placówki
Kierownicy placówki
| stopień          | imię i nazwisko, numer     | okres pełnienia służby | kolejne stanowisko |
| ---------------- | -------------------------- | ---------------------- | ------------------ |
| starszy strażnik | Franciszek Koperski (1823) | był w 1926             |                    |

Obsada personalna placówki w 1926:
- starszy strażnik Franciszek Koperski (1823)
- strażnik Józef Kazimierczak (2845)
- strażnik Wacław Rzysko (2110)
- strażnik Roman Kolka (1955)
- strażnik Karol Szymański (2203)
- strażnik Franciszek Mikołajczak (1917)